# Romero Jucá
Romero Jucá Filho, né le 30 novembre 1954 à Recife, est un homme politique brésilien.

## Biographie
Dans une conversation téléphonique enregistrée à son insu, il explique la constitution d'« un grand accord national » pour remplacer Dilma Rousseff par Michel Temer, avec le concours du Tribunal suprême fédéral et des « généraux » de l’armée comme garantie.
Il a été ministre du Plan du 12 au 23 mai 2016.
Il est inculpé pour corruption en août 2017.